# Issyk-Kul
Issyk Kul (kir. Ысыккөл, Ysyk Köl, Issyk-kol) jezero je u planinama Tien Shanna sjeveru Kirgistana. Unatoč tomu što je okružen visokim planinskim vrhuncima, nikad se ne smrzava, što odražava njegovo ime koje na kirgiškom znači "toplo jezero". Salinitet jezera je, u odnosu na Jadransko more, 3 puta manji.
Dužine je 182 km, a širine do 60 km i pokriva područje od 6,236 km2. To ga čini drugim najvećim planinskim jezerom na svijetu poslije jezera Titicaca. 
Nalazi se na nadmorskoj visini od 1,606 m, a doseže dubinu od 668 m. 
Tijekom sovjetskog perioda, jezero je postalo popularno turističko odredište, s velikim brojem lječilišta (sanatorija), vikendica i ljetnikovaca uglavnom na sjevernoj obali, u blizini grada Čolpon-Ata. Najpoznatije od takvih lječilišta je poznati sanatorij "Aurora". 